# Reach Out I’ll Be There
| Оценки критиков | Оценки критиков |
| Источник        | Оценка          |
| --------------- | --------------- |
| AllMusic        | Без оценки      |

«Reach Out I’ll Be There» — песня американской мужской вокальной группы Four Tops. В США вышла как сингл 18 августа 1966 года. Написана и спродюсирована песня была авторским и продюсерским трио Холланд—Дозье—Холланд.
В США песня провела две недели на 1-м месте ритм-н-блюзового чарта журнала Billboard и в его главном чарте Billboard Hot 100 тоже две недели на 1-м месте.
В Великобритании песня тоже поднялась на 1-е место (в UK Singles Chart), став второй песней в истории лейбла Motown, которой это удалось (первой во второй половине 1964 года стала песня «Baby Love» гёрл-группы The Supremes).
В 2004 году журнал Rolling Stone поместил песню «Reach Out, I’ll Be There» в исполнении группы The Four Tops на 206-е место своего списка «500 величайших песен всех времён». В списке 2011 года песня находится на 209-м месте.
Британский музыкальный журнал New Musical Express тоже включил её в свой (опубликованный в 2014 году) список «500 величайших песен всех времён», на 274-е место.
Кроме того, песня «Reach Out I’ll Be There» вместе с другой песней в исполнении группы The Four Tops, — «Baby I Need Your Loving», — входит в составленный Залом славы рок-н-ролла список 500 Songs That Shaped Rock and Roll.
В 1998 году сингл группы Four Tops с этой песней (вышедший в 1966 году на лейбле Motown) был принят в Зал славы премии «Грэмми».

## Чарты

### Недельные чарты
| Чарт (1966-67)                             | Наив. поз. |
| ------------------------------------------ | ---------- |
| Австралия (Kent Music Report)              | 62         |
| Бельгия/Фландрия (Ultratop 50)             | 10         |
| Канада (CHUM)                              | 9          |
| Ирландия (IRMA)                            | 4          |
| Италия (FIMI)                              | 68         |
| Нидерланды (Dutch Top 40)                  | 8          |
| Нидерланды (Single Top 100)                | 6          |
| Великобритания (OCC UK Singles)            | 1          |
| США (Billboard Hot 100)                    | 1          |
| США (Billboard Hot Rhythm & Blues Singles) | 1          |
| США (Cash Box)                             | 1          |
| США (Record World')'                       | 2          |

| Чарт (1988)1                       | Наив. поз. |
| ---------------------------------- | ---------- |
| Ирландия (IRMA)                    | 11         |
| Новая Зеландия (Recorded Music NZ) | 28         |
| Великобритания (OCC UK Singles)    | 11         |
| ФРГ (GfK)                          | 13         |

1Ремикс

### Итоговые чарты за год
| Чарт (1966)                    | Наив. поз. |
| ------------------------------ | ---------- |
| Бельгия (Ultratop 50 Flanders) | 67         |
| Нидерланды (Nederlands Top 40) | 47         |
| США (Billboard Hot 100)        | 4          |
| США (Cash Box)                 | 38         |

| Чарт (1993)                     | Наив. поз. |
| ------------------------------- | ---------- |
| Канада (RPM Top 100 A\C Tracks) | 33         |

## Версия Дайаны Росс
Дайана Росс записала кавер на песню «Reach Out I’ll Be There» в 1971 году для альбома Surrender, продюсировали запись Эшфорд и Симпсон. Эта версия достигла 29-го места в американском Billboard Hot 100 и 35-го в Канаде.

### Отзывы критиков
Обозреватель журнала Billboard: «Это переиздание хита The Four Tops прошлых лет с новой концепцией, в значительной степени способствующей росту продаж и популярности в чартах версии Росс. Тяжёлая аранжировка Пола Райзера». В журнале Cash Box написали: «Песня замедлена, смягчена и превращена в любовную балладу совершенно иного уровня, чем в оригинале».

### Список композиций
7" сингл
A. «Reach Out I’ll Be There» — 3:59
B. «They Long to Be Close to You» (Хэл Дэвид, Берт Бакарак) — 3:44
7" сингл
A. «Reach Out I’ll Be There» — 3:50
B. «Everything Is Everything» (Маргарет Горди) — 2:30

### Чарты
| Чарт (1971)                              | Высшая позиция |
| ---------------------------------------- | -------------- |
| Канада (RPM Top 100 Singles)             | 35             |
| США (Billboard Hot 100)                  | 29             |
| США (Billboard Top Soul Singles)         | 17             |
| США (Billboard Top Easy Listening)       | 16             |
| США (Cash Box Top 100)                   | 19             |
| США (Cash Box Top 60 R&B)                | 15             |
| США (Record World The Singles Chart)     | 24             |
| США (Record World The R&B Singles Chart) | 24             |